# Shangguan Wan'er
Shangguan Wan'er (chinois traditionnel : 上官婉兒 ; chinois simplifié : 上官婉儿 ; pinyin : Shàngguān Wǎn er), née en 664, morte en 710, est une concubine impériale, écrivaine et poétesse chinoise de la dynastie Tang.

## Biographie
Shangguan Wan'er est la petite-fille de Shangguan Yi (en), homme d'État et poète. Ce dernier ayant été exécuté, avec d'autres membres de sa famille, pour son opposition à l'impératrice Wu Zetian, Shangguan Wan'er est élevée au sein du palais impérial. Appartenant à une famille de criminels, Wan'er est tatouée au visage. Malgré ses origines familiales, elle entre au service de l'impératrice Wu, et devient sa secrétaire personnelle. Après la mort de l'impératrice, elle devient l'une des épouses de l'empereur Zhongzong. Shangguan Wan'er a joué un grand rôle dans le monde des lettres de son temps. Elle a notamment servi de plume à un grand nombre de personnalités, dont l'empereur Zhongzong lui-même. Elle meurt assassinée en 710, sur ordre du prince Li Longji, victime des luttes de pouvoir qui suivent la mort de l'empereur.
Ses œuvres, publiées sous le règne de l'empereur Xuanzong, avec une préface de Zhang Yue (en), ont été perdues. Seuls sont parvenus jusqu'à nos jours quelques poèmes.
Sa tombe a été découverte en 2013 à Xianyang, dans le Shaanxi et l'épitaphe trouvée à cette occasion permet de mieux connaître sa vie.

## Œuvre poétique
Sous le règne de l'empereur Zhongzong naît une sorte de sous-genre poétique : des poèmes sont en effet écrits pour célébrer les visites faites à différentes propriétés de la famille impériale, en particulier celles des princesses, sœurs ou filles de l'empereur. Shangguan Wan'erécrit ainsi une série de vingt-cinq poèmes à l'occasion d'une visite à la propriété de la princesse Changning. En dépit de la réalité, Shangguan y célèbre la nature sauvage et la vie solitaire que l'on y mène. À l'encontre de la poésie féminine habituelle, la poétesse y assume le rôle temporaire d'un reclus masculin. Elle inaugure ainsi une sensibilité poétique nouvelle, où le poète s'assimile à un paysan ou un ermite, et qui devient à la mode dans la haute société.